# Chengzihe
Der Stadtbezirk Chengzihe (chinesisch 城子河区, Pinyin Chéngzihé Qū) ist ein Stadtbezirk der bezirksfreien Stadt Jixi in der Provinz Heilongjiang der Volksrepublik China. Er hat eine Fläche von 179,3 km² und zählt 69.951 Einwohner (Stand: Zensus 2020).

## Administrative Gliederung
Auf Gemeindeebene setzt sich der Stadtbezirk aus fünf Straßenvierteln und zwei Gemeinden zusammen. 